# آتش‌نشانی

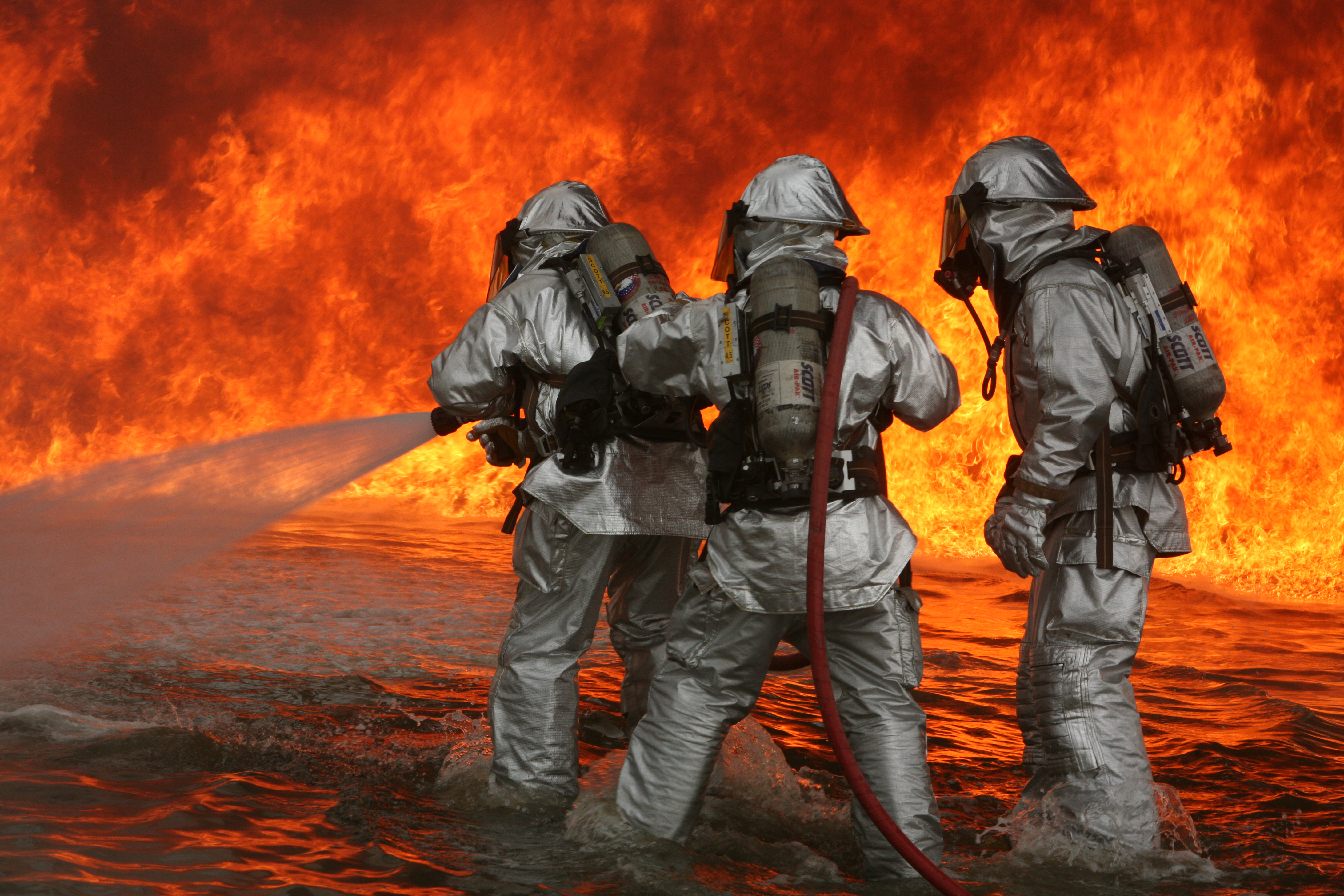
تمرین اطفاء حریق در پایگاه نیروی هوایی، دریایی میرامار

خاموش کردن آتش یا اطفاء حریق مجموعه اقداماتی است که برای مقابله با آتش به وسیلهٔ خاموش کردن، کنترل یا هدایت آتش‌های ناخواسته انجام می‌گیرد. اهداف آتش‌نشانی حفاظت از سلامت افراد، جلوگیری از آسیب به اموال و حفاظت از محیط زیست است.
خاموش کردن یا اطفای حریق مهارتی بسیار فنی است که احتیاج به دوره‌های طولانی چه در زمینه‌های عمومی مانند مقابله با آتش و چه در زمینه‌های تخصصی مانند عملیات امداد و نجات دارد. به شخصی که به صورت تخصصی به مهارت‌های اطفاء حریق آشناست آتش‌نشان می‌گویند.
در زمان قاجار به آتش‌نشانی «اطفائیه» و به آتش‌نشان نیز «اطفائیه چی» گفته می‌شده است. آتش‌نشانی یک شغل بسیار مهم، سخت، خطرناک، حرفه ایی و پر آسیبی است و آتش‌نشان در هر عملیات امکان مجروح شدن یا فوت شدن را دارد.

## روش‌های کلی حفاظت از حریق
حفاظت از حریق به صورت کلی به دو نوع عامل فعال (به انگلیسی: Active) و غیرعامل (به انگلیسی: Passive) تقسیم می‌شود. استفاده از مواد نسوز یا کند سوز در تجهیزات، استفاده از دیوارهای جداکننده در ساختمان‌ها یا بکار بردن مواد دیر ذوب در بدنه مخازن از روش‌های غیرعامل آتش‌نشانی است. سیستم‌های آتش‌نشانی به صورت خودکار و غیرخودکار انجام می‌گیرد. از جمله مواد نسوز می‌توان از پوشش ضد حریق نام برد. پوشش ضد حریق بر سه فرمول بر پایه روغن - پایه حلال اپوکسی - بر پایه آب ساخته می‌شود.
این مواد یا سرعت گسترش آتش را کاهش می‌دهند یا از شدت آن می‌کاهند. این اتفاق معمولاً با واکنش‌های شیمیایی که اشتعال پذیری سوخت‌ها را کاهش می‌دهد یا احتراق آنها را به تأخیر می‌اندازد انجام می‌شود. بازدارنده‌های آتش ممکن است سوخت را از طریق عمل فیزیکی یا واکنش‌های شیمیایی گرماگیر خنک کنند. اکسیژن، گرما و سوخت اغلب به عنوان «مثلث آتش» شناخته می‌شوند. یک پوشش ضد حریق که نسوز یا مقاوم در برابر آتش است یکی از این عناصر را حذف می‌کند و بنابراین آتش یا شروع نمی‌شود یا رشد نمی‌کند.

## روش‌های آتش‌نشانی

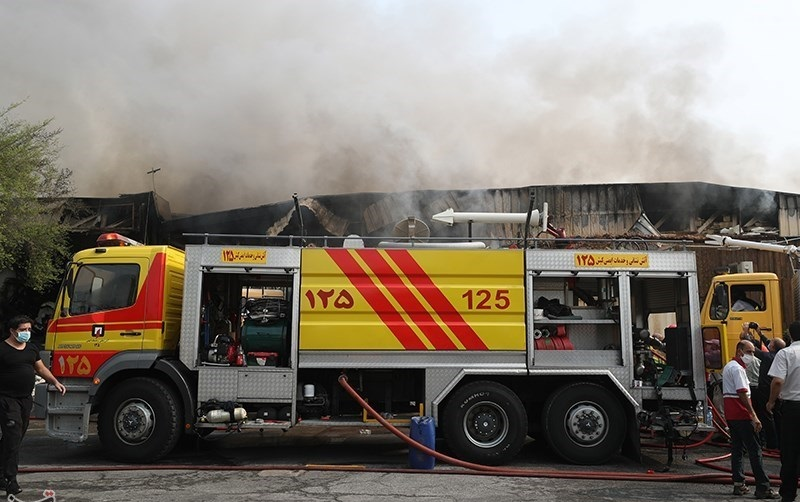
یک ماشین آتش‌نشانی در ایران

روش‌های آتش‌نشانی بستگی به نوع آتش دارد. برای مقابله با آتش باید یکی یا بیشتر از عوامل اصلی مثلث آتش یعنی هوا، ماده سوختنی یا حرارت را کنترل کرد.
همچنین می‌توان سیستم‌های خاموش‌کننده آتش یا اطفاء حریق را به دو گروه دستی و اتوماتیک تقسیم کرد؛ که در نوع اول یعنی دستی، عملیات خاموش کردن آتش به صورت دستی و توسط افراد یا آتش نشانان صورت می‌پذیرد و در نوع دوم یعنی اطفای حریق اتوماتیک، این عملیات به صورت خودکار و بدون حضور عوامل انسانی صورت می‌پذیرد.

### شبکه بارنده خودکار اطفاء حریق
شبکه بارنده خودکار اطفاء حریق (به انگلیسی: fire sprinkler system)یک سیستم بسیار کارآمد و قابل اعتماد است و به‌طور خلاصه هدف از نصب آن حفاظت از جان انسان‌ها، حفاظت از اموال و حفاظت از سازه و جلوگیری از فروریزی ساختمان است.
اسپرینکلر یک وسیله اطفاء کننده خودکار است که با رسیدن حرارت به عنصر حرارتی آن، باز شده و آب را روی منطقه تحت پوشش خود تخلیه می‌کند. اسپرینکلرها بنابر طراحی سنسور حرارتی خود در دماهای مختلف فعال می‌شوند. اسپرینکلرها بر اساس نوع پاشش به پایین زن و بالازن و دیواری تقسیم‌بندی می‌شوند. انتخاب نوع پاشش بر اساس شرایط معماری، شرایط سامانه لوله‌کشی، نوع سقف و… صورت می‌گیرد. روی اسپرینکلرها مشخصات آن‌ها به اختصار درج می‌شود.

### آتش‌نشانی هوایی

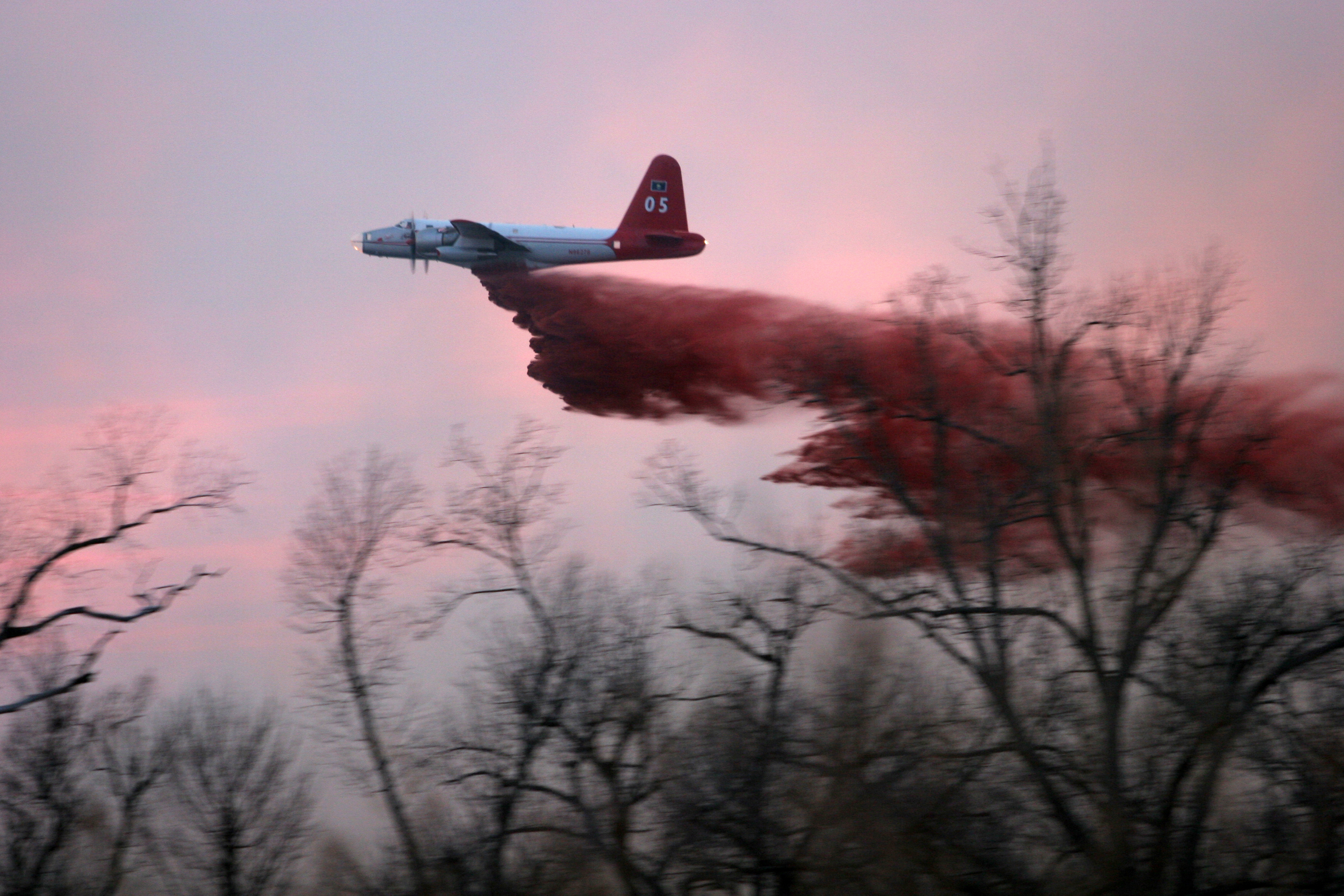
یک فروند لاکهید پی-۲ نپتون متعلق به FEMA در حال عملیات در اوکلاهاما - ژانویه ۲۰۰۶

آتش‌نشانی هوایی گونه‌ای از عملیات مقابله با آتش است که در آن از مسیر هوا و هواگرد به منظور عملیات اطفاء آتش استفاده می‌شود. این گونه عملیات بیشتر در آتش‌سوزی‌های جنگل‌ها و مهار آتش‌سوزیهایی که در مناطقی که از راه‌های زمینی غیرقابل دسترسی هستند، انجام می‌شود. در این گونه عملیات از اقسام مختلف هواگرد که توانایی حمل مواد ضد آتش را دارند استفاده می‌شود ولی هواپیما و بالگرد دو گونه پر کاربرد در این گونه مأموریت‌ها به حساب می‌آیند.
ایده هواپیماهای آتش‌نشان نیز به مانند ایده هواپیمای آب‌نشین به منظور کمک رسانی و اطفاء حریق در مناطقی مطرح شد که به شکل‌های گوناگون دسترسی به آن‌ها مشکل است. ایالات متحده آمریکا نخستین پیشگام در این زمینه بود و با بهره‌گیری از الگوی بمب‌های ناپالم که برای اولین بار در جنگ جهانی دوم مورد استفاده قرار گرفته بود، به طراحی و ساخت بمب‌های آبی روی آوردند که بر روی محوطه دچار حریق شده پرتاب شود و باعث خاموش شدن آتش شود؛ ولی به دلیل عدم موفقیت این روش، گزینه دیگری مطرح شد که همانا استفاده از مخازن آب است که پس از پر شدن از آب یا مایعات ضد آتش، با استفاده از هواگرد بر روی محل آتش‌سوزی پاشیده می‌شود؛ که این روش موفقیت‌آمیز بوده و تا به امروز به عنوان روشی استاندارد برای اطفاء حریق هوایی به کار می‌رود.

## نگارخانه

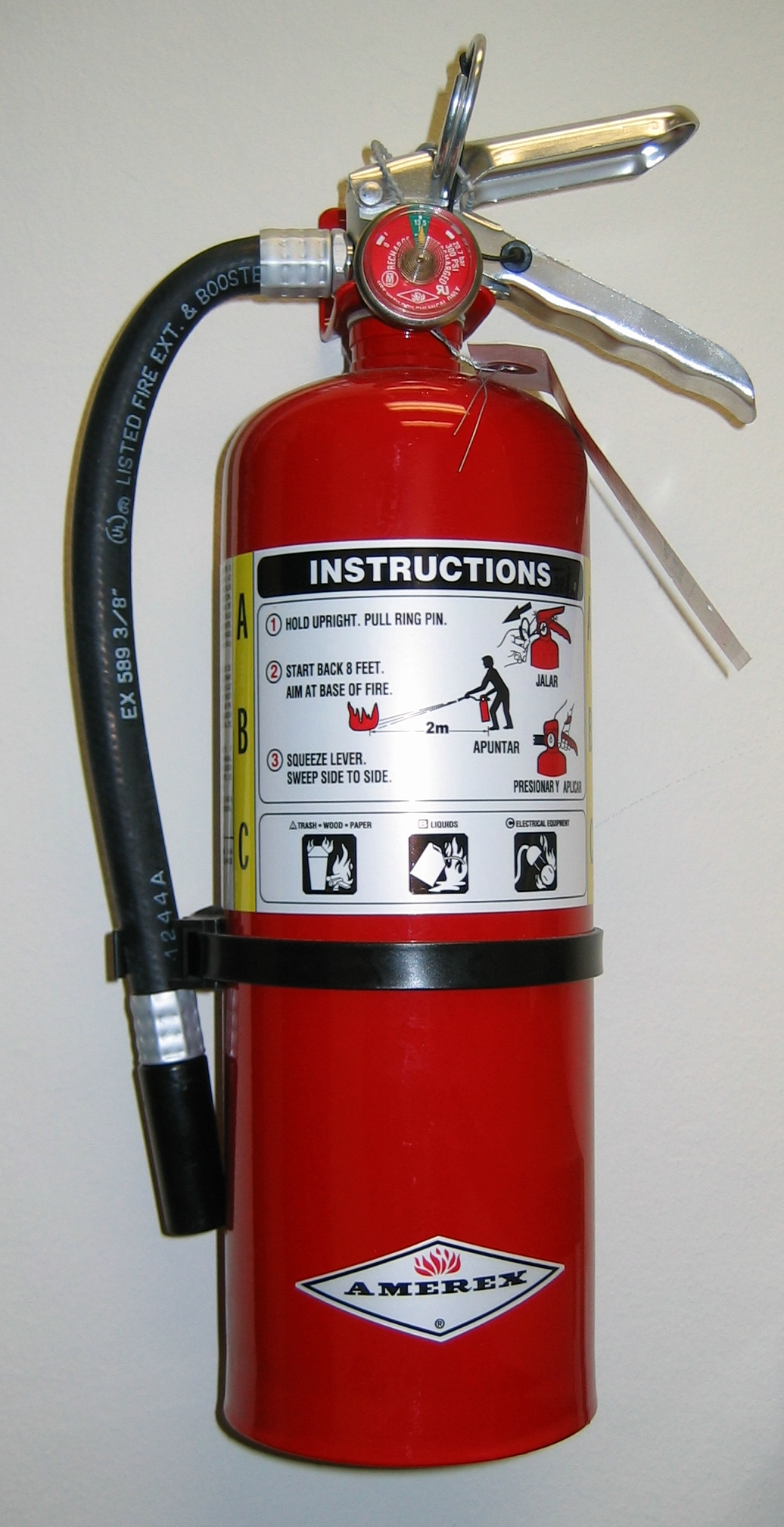
نمونه‌ای از یک کپسول آتش‌نشانی دستی
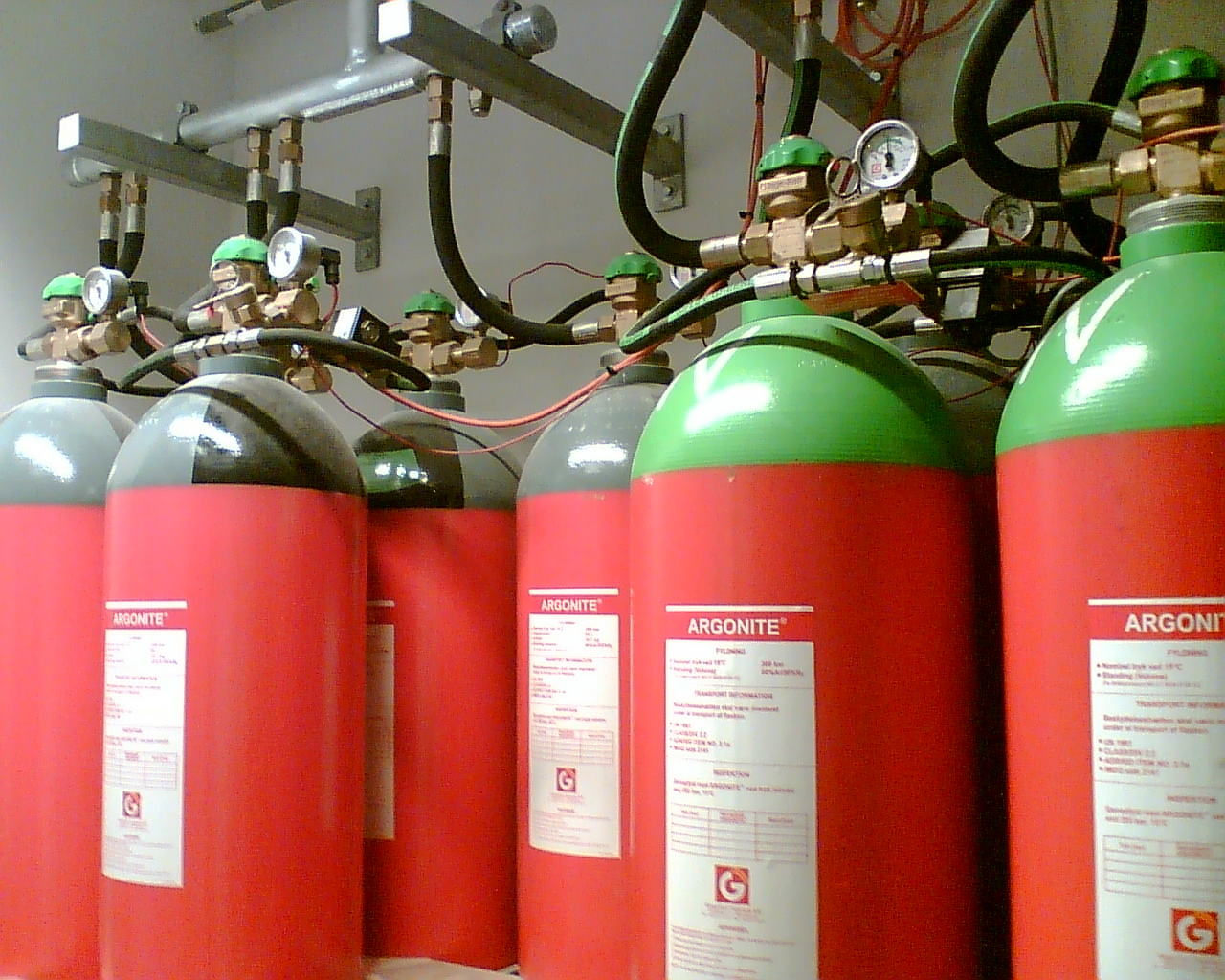
کپسول‌های خاموش‌کننده استفاده شده در یک سیستم آتش نشانی خودکار
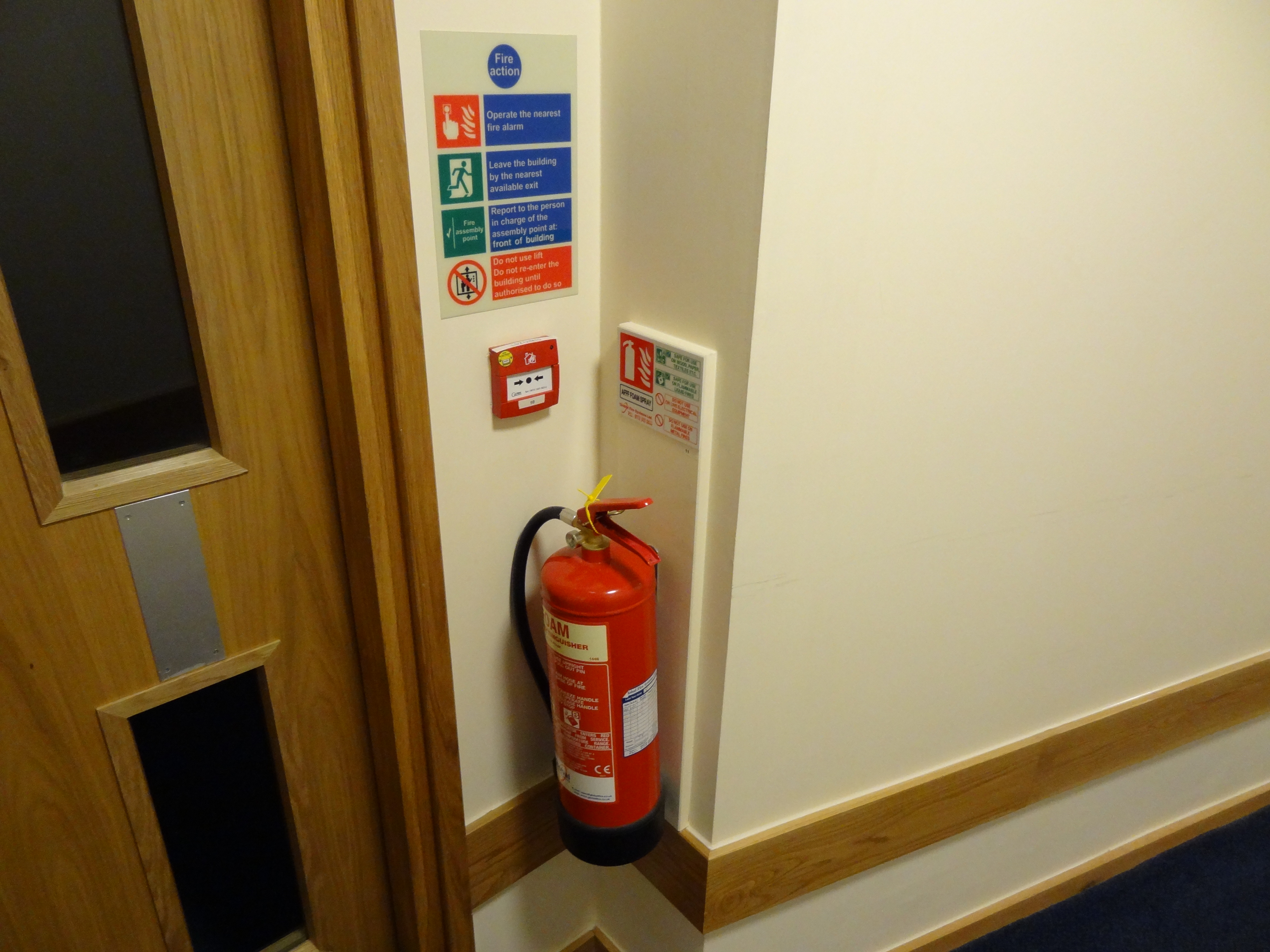
یک کپسول آتش‌نشانی در بریتانیا با تابلوی راهنمای استفاده، تلفن داخلی، و تابلوی راهنمای آتش
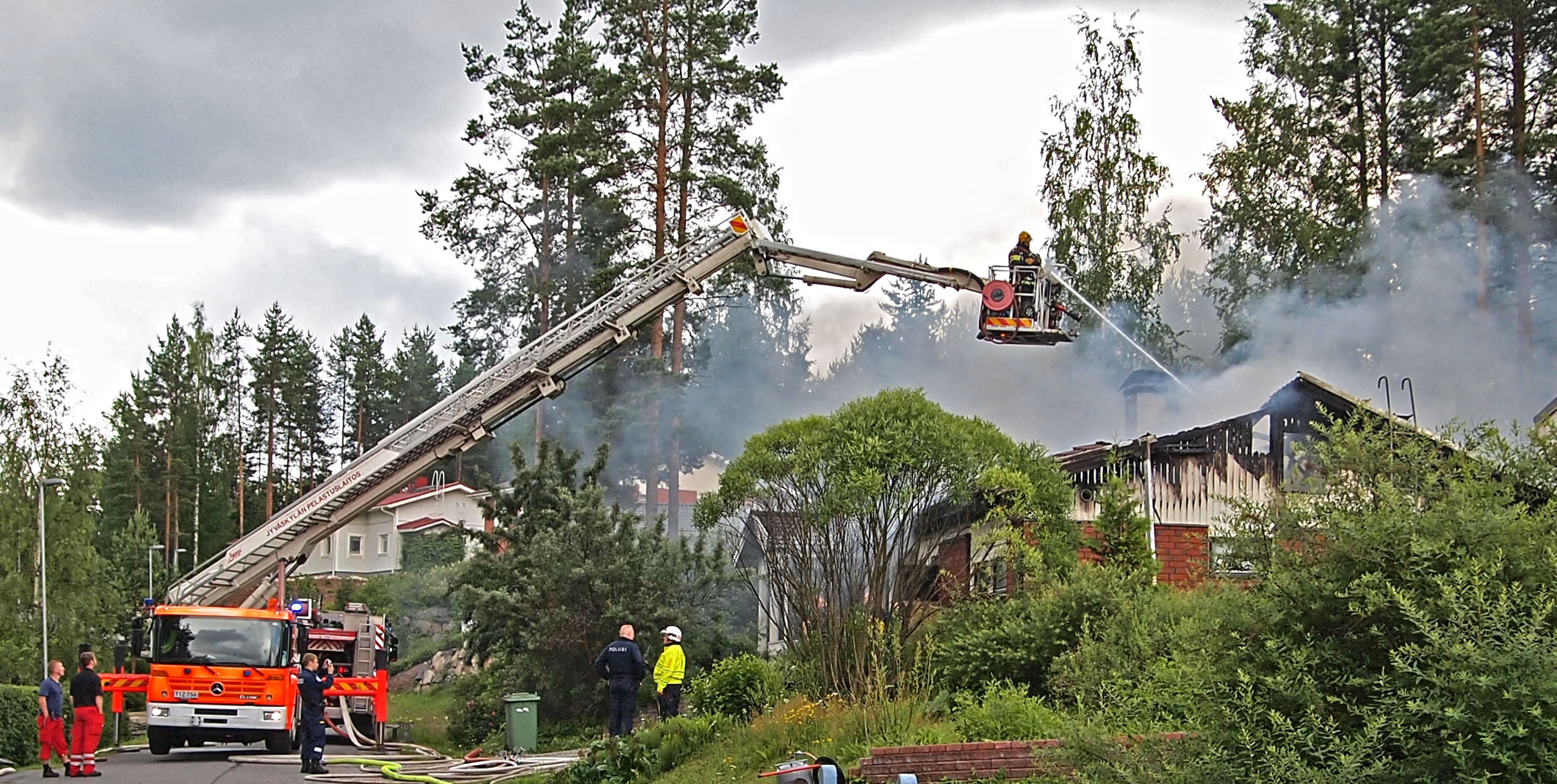
آتش‌نشانی در فنلاند
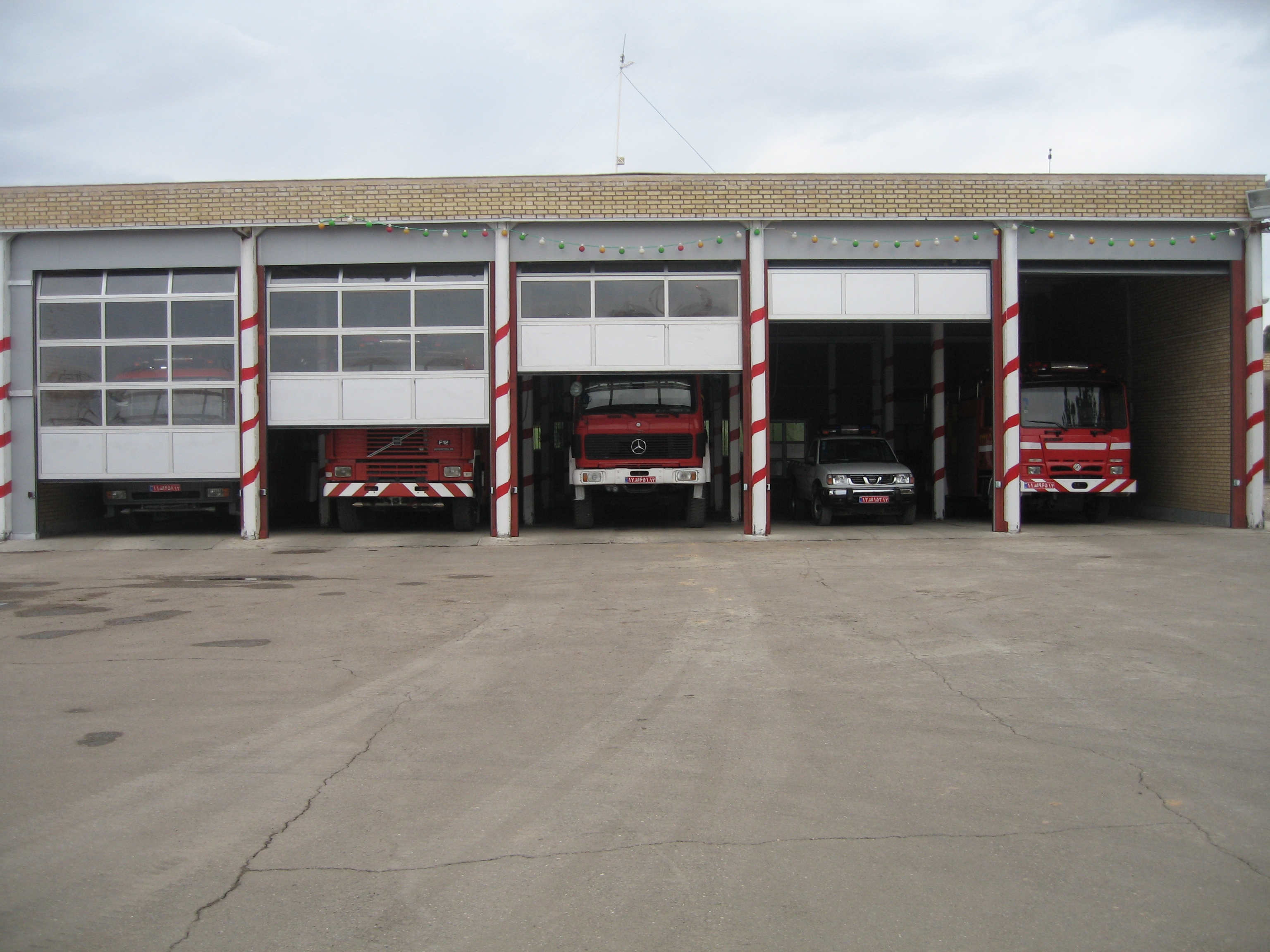
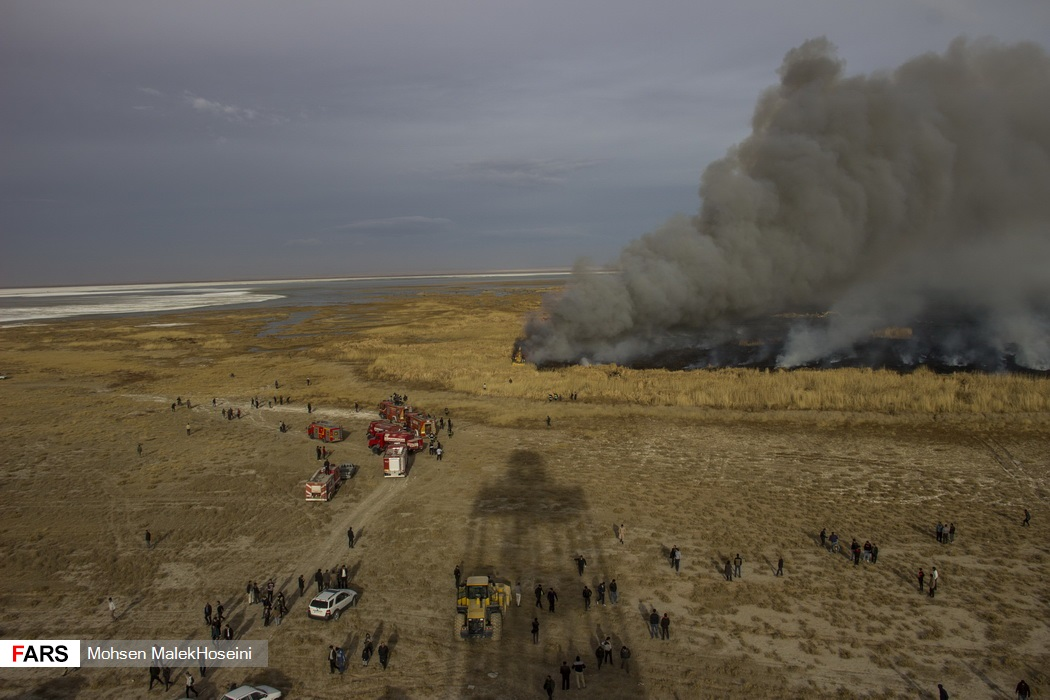